# Ашкадар (деревня)
Ашкада́р (баш. Ашҡаҙар, тат. Ашказар) — деревня в Стерлитамакском районе Республики Башкортостан Российской Федерации. Входит в состав Отрадовского сельсовета.

## География

### Географическое положение
Расстояние до:
- районного центра (Стерлитамак): 11 км,
- центра сельсовета (Новая Отрадовка): 7 км,
- ближайшей ж/д станции (Стерлитамак): 11 км.

## Население
| 2002 | 2009 | 2010 |
| ---- | ---- | ---- |
| 71   | ↗86  | ↘71  |

### Национальный состав
Согласно переписи 2002 года, преобладающая национальность — татары (76 %).